# 安世房中歌
安世房中歌是漢朝初年郊廟祭祀時所演奏的樂曲。

## 名稱
該樂曲最初名為房中祠乐，又名房中乐、房中之乐，汉惠帝二年時更名为安世乐，汉武帝时更名為安世房中歌。
房中之義，學者多認為是宫中之祠堂或宗庙，也有人認為是后妃的闺房或女性。张永鑫认为房中為宗庙陈主之所，萧亢达認為房中指祠堂。许云和認為房中是宗庙中某一宫室的专有名称。张哲俊認為「房中」一词在西汉末期才有闺房之意，所以房中在漢初指的是宗庙、朝堂的厢房。王福利認為周朝時就以「房中」代指女性，所以房中乐可以解釋為主持者及歌乐者主要为妇人，或是主持者為国君或诸侯，歌乐仍舊主要為妇人。赵维平认为「房中」指的是女性，演奏房中乐時以宫廷中的女性为主体。
安世之義，岳洋峰認為是汉家天下长治久安。

## 性質
有學者認為，安世房中歌可能為后妃房中乐、宗庙祭祀乐、燕乐、祭祀杂神。张永鑫、萧亢达等认为安世房中歌为宗庙祭祀乐。鲁立智认为房中祠乐最初為漢高祖和宫人的杂祭祀之樂，後來成為成为宴飨音乐，东汉时安世房中歌才成为宗庙祭祀音乐。张哲俊认为房中祠乐是宗庙食举乐和燕乐（侍宴之乐）。漆明镜认为房中乐不用於后妃侍宴之乐，也沒有限定仅用于女性或只能由女性演奏，房中乐實際上是宗庙祭祖之乐的一部乐章。黎国韬、黄竞娴認為房中乐不完全等同于燕乐。

## 作者
班固在《汉书·礼乐志》中提到房中祠乐的作者為漢高祖的唐山夫人。黄纪华推测房中祠乐主要为漢武帝的李夫人及李延年所作，姚大业认为安世房中歌中的《休成》、《永志》两组歌词为叔孙通所作，唐山夫人則是谱曲者。许云和認為房中祠乐与安世房中歌是两首内容不同的曲子，安世房中歌與唐山夫人無關。张树国认为安世房中歌包含两部分，一部分是是唐山夫人所作的4首房中燕乐，另一部分是叔孙通所作的13首房中祠乐。

## 創作時間
學者大多認為安世房中歌創作於刘邦擔任漢朝皇帝期間。郑文认为安世房中歌創作於漢高帝六年到十年七月之间。王福利认为是在漢高帝六年或之前所作。黄纪华认为是漢武帝时作品。许云和认为安世房中歌是漢惠帝二年所作。张树国认为安世房中歌中的唐山夫人的四首杂言作品寫成於刘邦生前，叔孙通的作品可能是汉惠帝初年高庙落成后創作。